# De Carthage à Carthage
Pour plus de détails, voir Fiche technique et Distribution.
De Carthage à Carthage est un documentaire tunisien réalisé par Khaled Barsaoui en 2009.

## Synopsis
Comment les Journées cinématographiques de Carthage, l’une des plus anciennes manifestations d’Afrique et du monde arabe, peuvent-elles maintenir leur rayonnement aujourd’hui ? Comment continuer à attirer les cinéastes, notamment d’Afrique noire, ainsi que les producteurs et les distributeurs ? Faut-il faire évoluer leur identité de manière radicale ? Le documentaire de Khaled Barsaoui pose ces questions cruciales pour l’avenir du festival et pour la définition de son identité.

## Fiche technique
- Réalisation : Khaled Barsaoui
- Production : West Side Movies
- Image : Taïeb Ben Ameur
- Montage : Fakhreddine Amri et Mahdi Barsaoui
- Son : Adnene Meddeb